# Anwar Ibrahim
Anwar bin Ibrahim , född 10 augusti 1947 i Bukit Mertajam i Seberang Perai i Pinang, är en malaysisk politiker som är Malaysias premiärminister sedan november 2022. Mellan 1993 och 1998 var han landets biträdande premiärminister, under Mahathir bin Mohamads tid som premiärminister. 
1999 dömdes han till sex års fängelse för korruption och 2000 dömdes han till ytterligare nio år i fängelse för homosexuella handlingar. 2004 upphävde Malaysias högsta domstol den andra domen mot Anwar och han släpptes fri. I juli 2008 greps han åter och anklagades för att ha haft sex med en manlig medarbetare.
Under Anwars tid i fängelse bildade hans hustru, Wan Azizah Wan Ismail, Parti Keadilan Nasional, (Nationella rättvisepartiet) som i dag, under namnet Parti Keadilan Rakyat, Folkets rättviseparti, är landets största oppositionsparti, med Anwar bin Ibrahim som ledare.